# Rożental (województwo warmińsko-mazurskie)
Rożental (niem.Rosental) – wieś w Polsce położona w województwie warmińsko-mazurskim, w powiecie iławskim, w gminie Lubawa.
W latach 1975–1998 miejscowość położona była w województwie olsztyńskim. 

## Historia
Miejscowość położona 7 km na północ od Lubawy. Wsi nadano przywilej lokacyjny na 100 łanów na prawie chełmińskim. Miejscowość była własnością biskupów chełmińskich aż do 1773 roku. Na początku XV wieku wybudowano tu kościół parafialny, który uległ zniszczeniu, a w 1667-1672 wybudowano nowy – pod wezwaniem św. Wawrzyńca. W XVI wieku biskupi postawili tu młyn o jednym kole. W roku 1773 wieś przeszła na własność króla pruskiego. Szkoła istniała tu już przed rokiem 1798. Nauczycielem był organista. 100 lat później we wsi pracowało już 3 nauczycieli: dwóch katolickich i jeden ewangelicki. 
Od początku listopada do co najmniej drugiej połowy grudnia 1906 r. w szkole miał miejsce strajk dzieci przeciwko nauczaniu religii w języku niemieckim. Z uczestników strajku znane jest tylko jedno nazwisko: J. Szymański. Strajk był elementem znacznie większej akcji biernego oporu wobec pruskich władz szkolnych, która na przełomie 1906 i 1907 r. objęła ponad 460 (!) szkół w prowincji Prusy Zachodnie, czyli przedrozbiorowe Pomorze Gdańskie, Powiśle, ziemię chełmińską i ziemię lubawską oraz część Krajny. Inspiracją dla strajków pomorskich były wcześniejsze działania dzieci w prowincji wielkopolskiej, ze słynnym strajkiem we Wrześni (1901) na czele.
W 1977 roku Rożental w konkursie o miano "Wzorowej wsi" zdobył nagrodę w wysokości 250 tys. złotych. Ponad 70 lat istniała już straż pożarna. W 1973 roku była to wieś sołecka, do której należały kolonie: Gaj i Dybzak. W 1978 roku była tu szkoła podstawowa, przedszkole, biblioteka i klubokawiarnia.

## Zabytki
Zabytkowy kościół parafialny pod wezwaniem św. Wawrzyńca, drewniany, barokowy, jednonawowy z wieżą frontową, bocznymi kaplicami i częściowo barokowym wystrojem, zbudowany w 1761 roku należy do najbardziej malowniczych kościołów na terenie gminy. Do zabytków budownictwa wiejskiego zaliczają się 3 drewniane chałupy z połowy XIX wieku. 